# Santa Maria degli Angeli (Lecce)
A Santa Maria degli Angeli egy templom Lecce történelmi központjában.

## Leírása
A templom építését 1524-ben kezdték el Bernando Peruzzi firenzei nemesúr jóvoltából. Többször is átépítették míg elnyerte mai formáját. A templom főhomlokzatának jellegzetessége, hogy az alacsony oldalhajók felett is kiemelkedik egyszintben a főhajóval. Az emeleti szint oldalsó részeit nyílt ablakok díszítik. A templom további érdekessége a reneszánsz portál, amelynek faragásait Gabriele Riccardi készítette. A templom latin kereszt alaprajzú három hajóval. A templombelső dekorációinak nagy része a 18. századból származik. Tizenkét oldalkápolnája van. A főoltár Szűzanya a kis Jézussal festménye az elpusztított ferences Santa Maria del Tempio templomból került ide és szintén 18. századi alkotás.